# Кизляр
Кизля́р (кум. Къызыл-яр, рос. Кизляр) — населений пункт у Республіці Дагестан, розташований у північно-західному Прикаспії.
Назва походить від тюркських слів «кизил» + «яр» («червоний яр», «червоний обрив»).
Кизляр — центральний населений пункт та адміністративний центр Кизлярського району

## Населення
Населення міста та його національний склад за даними переписів:
|               | 1897   | 1939   | 1959   | 1970   | 1979   | 1989   | 2002   | 2010   |
| ------------- | ------ | ------ | ------ | ------ | ------ | ------ | ------ | ------ |
| росіяни       | 23,1 % | 74,1 % | 79,9 % | 76,6 % | 75,1 % | 62,3 % | 48,6 % | 40,5 % |
| аварці        | 0,4 %  | 0,1 %  | 0,4 %  | 2,0 %  | 4,1 %  | 8,7 %  | 15,4 % | 19,9 % |
| даргинці      | 1,2 %  | 0,6 %  | 1,0 %  | 2,5 %  | 3,1 %  | 6,1 %  | 11,7 % | 14,5 % |
| кумики        | 10,3 % | 1,7 %  | 1,0 %  | 2,1 %  | 3,1 %  | 4,2 %  | 5,0 %  | 5,5 %  |
| лезгини       | 0,1 %  | 0,1 %  | 0,1 %  | 0,6 %  | 1,2 %  | 2,9 %  | 4,0 %  | 4,9 %  |
| лакці         | 1,2 %  | 0,1 %  | 0,2 %  | 0,7 %  | 1,1 %  | 1,7 %  | 3,2 %  | 3,6 %  |
| вірмени       | 48,4 % | ~ 20 % | ~10 %  |        |        |        |        | 2,1 %  |
| рутульці      | -      | -      | -      | -      | 0,1 %  | 0,7 %  | 1,3 %  | 1,7 %  |
| табасарани    | -      | -      | 0,1 %  | 0,1 %  | 0,1 %  | 0,9 %  | 1,3 %  | 1,7 %  |
| азербайджанці |        | 0,1 %  | 0,5 %  | 1,6 %  | 1,1 %  | 2,0 %  | 1,8 %  | 1,6 %  |
| ногайці       | 2,7 %  | 0,5 %  | 0,2 %  | 0,4 %  | 0,4 %  | 1,0 %  | 1,4 %  | 1,2 %  |
| чеченці       | 0,2 %  |        |        | 0,4 %  | 0,5 %  | 0,6 %  | 1,1 %  | 0,8 %  |
| населення     | 7 282  | 24 025 | 25 573 | 29 745 | 30 773 | 39 151 | 48 457 | 48 984 |

## Мандрівники, що відвідали Кизляр
- Йоганн Гюльденштедт, 1770—1773.

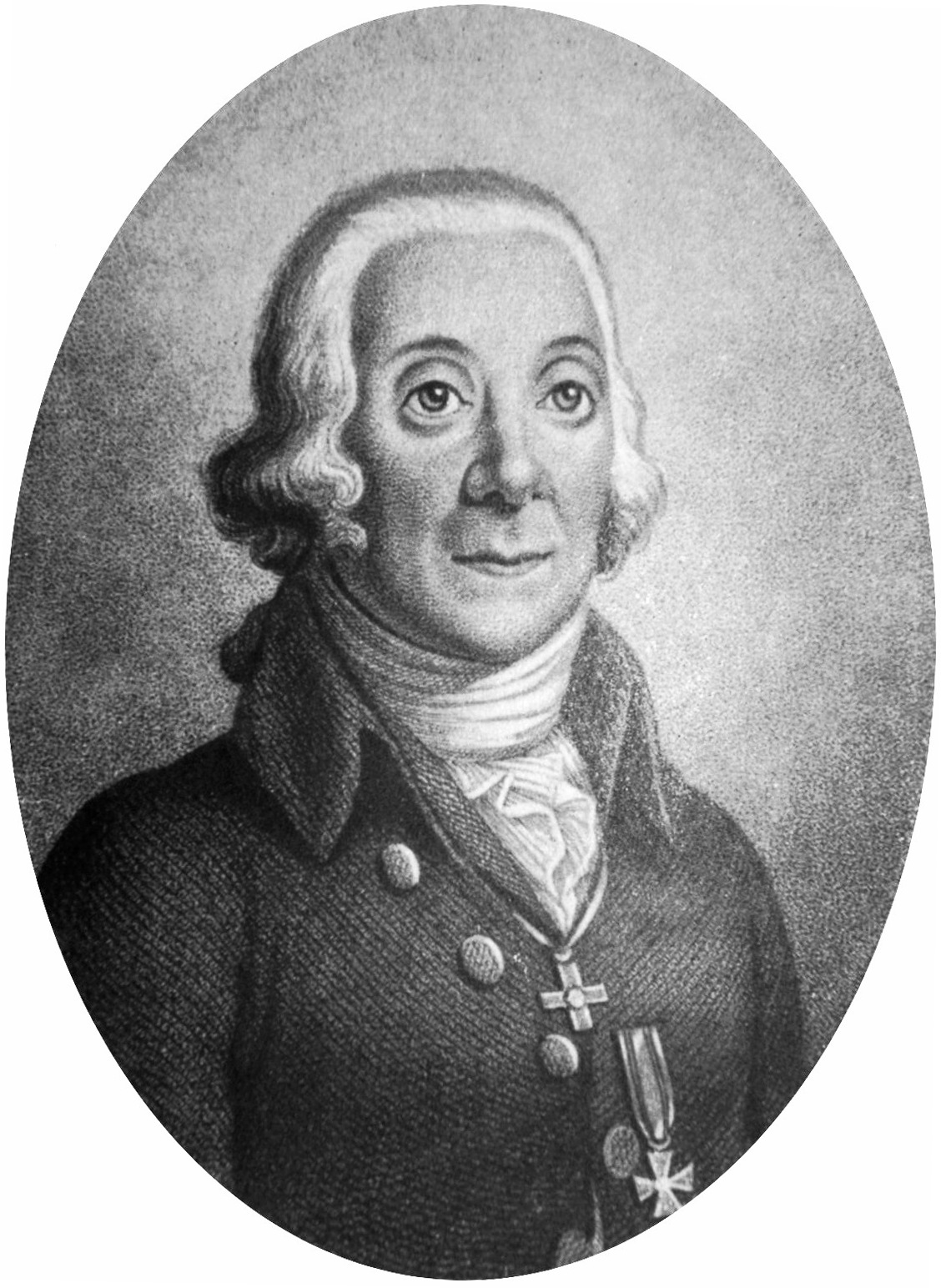
Петро Паллас (1741—1811)

- Самуїл Готліб Гмелін, 1770-ті роки
- Петер-Симон Паллас, 1770-ті роки

## Культура й пам'ятки
- Краєзнавчий музей імені Петра Багратіона, уродженця міста;
- Будівля колишньої Міської управи — пам'ятка архітектури, музей;
- Некрасівське городище II—III ст. до Р. Х. (в околицях міста)
- Городище «Тристінного містечка» XVI ст. (біля ст. Крайнівка).

## Роль в історії визвольних рухів Кавказу
Через географічне розташування Кизляр завжди відігравав значну роль у розподілі сил під час багатьох кавказьких війн. 1996 року (9—18 січня) Кизляр став відомим всьому світові через військову операцію загону Салмана Радуєва, після якої російські війська змушені були вийти з Чечні і загалом Північного Кавказу, тобто сталася незаперечна перемога військ Чеченської республіки Ічкерія.
Докладніше див.: Криза заручників у Кизляр-Первомайському (1996).
18 лютого 2018 року в Кизлярі під час святкування масниці, місцевим жителем було скоєно напад на парафіян РПЦ з використанням мисливської рушниці. Загинуло 5 осіб, ще 4 отримали поранення, у тому числі троє співробітників Росгвардії. Сам нападник загинув.

## Уродженці
- Багратіон Петро Іванович (1765—1812), російський генерал
- Мірзаєв Расул Рабаданович (* 1986) — російський спортсмен, чемпіон світу з бойового самбо.